# Fenolo beta-glucosiltransferasi
La fenolo beta-glucosiltransferasi è un enzima appartenente alla classe delle transferasi, che catalizza la seguente reazione:
UDP-glucosio + un fenolo ⇄ UDP + un aryl β-D-glucoside
L'enzima agisce su un ampio range di fenoli.